# Henrique Barrilaro Ruas
Henrique José Barrilaro Fernandes Ruas GOL (Figueira da Foz, 2 de Março de 1921 – Cascais, Parede, 14 de Julho de 2003) foi um professor universitário, ensaísta, historiador e político português.

## Família
Filho de Henrique Fernandes Ruas, engenheiro, natural de Soure, Soure, e de sua mulher Clara Adelaide Echaves Barrilaro, de Abrantes, Abrantes. O seu irmão, o alferes Barrilaro Ruas, morreu heroicamente na Guerra Colonial Portuguesa e tem uma rua com o seu nome em Lisboa, no bairro dos Olivais Norte.

## Biografia
Era licenciado em Ciências Histórico-Filosóficas, pela Faculdade de Letras da Universidade de Coimbra, tendo frequentado, como bolseiro da Fundação Calouste Gulbenkian e do Instituto de Alta Cultura, o Instituto Católico de Paris e a École Nationale des Chartes. Foi diretor do Centro Académico da Democracia Cristã (1942–1943), em Coimbra. Leccionou na Faculdade de Letras da Universidade de Lisboa (1953–1957), no Instituto Comercial de Lisboa (1962–1976) e, entre outros, no Centro de Estudos Sociais e Corporativos (1957–1962), na Universidade Livre de Lisboa e no Instituto das Novas Profissões.
Foi director do Centro Nacional de Cultura e director literário da Editora Aster, entre as décadas de 1960 e 1980.
Integrou a Comissão Eleitoral Monárquica, em 1969, após o que participou na fundação do Partido Popular Monárquico, que representou como Deputado na Assembleia da República (1979–1983), eleito no quadro da Aliança Democrática.
Teve colaboração regular nos títulos da imprensa periódica, nomeadamente Cidade Nova, de que foi um dos fundadores, Biblos, Brotéria, Revista Portuguesa de História, Revista Gil Vicente e Estudos Corporativos.
A 25 de Abril de 2004 foi feito Grande-Oficial da Ordem da Liberdade a título póstumo.

## Casamento e descendência
Casou a 8 de Fevereiro de 1952 com Maria Emília Chorão de Carvalho, filha de Herculano de Carvalho, Médico, e de sua mulher Maria Emília Franco Chorão, de quem teve duas filhas e um filho: Maria Emília Chorão de Carvalho Barrilaro Ruas, nascida a 15 de Fevereiro de 1955 e casada com Pedro da Silva Moreira e mãe de Manuel Barrilaro Ruas Moreira, e com geração de Camacho Costa; Clara Margarida Chorão de Carvalho Barrilaro Ruas; e Luís Herculano Chorão de Carvalho Barrilaro Ruas.

## Obras
- A data do desastre de Vatalandi, Faculté de lettre de l'université de Coimbra, 1949
- Carta-aberta a Henrique Beirão: sôbre a questão académica, Gráfica de Coimbra, 1946
- A moeda, o Homem e Deus, Cidade Nova, 1957
- I [i.e. Primeira] semana de estudos doutrinários, Livraria Tavares Martins, 1960
- Portugal no mundo de hoje, Semanas de Estudos Doutrinários, 1961
- Reflexões sobre a graça, Ed. Aster, 1962
- O drama de um rei, Via Occidentalis, 1965
- Alguns problemas psico-pedagógicos das técnicas áudio-visuais, Centro de Estudos Pedagógicos da C.O.D.E.P.A., 1966
- Portugal: história e geografia, Ed. Aster, 1968
- Vida do Santo Condestável Dom Nuno Álvares Pereira, Ministério da Educação Nacional, Dir.-Geral do Ensino Primário, 1969
- A liberdade e o rei, Lisboa, 1971
- O problema constitucional em 1971, Renovação Portuguesa, 1971
- Camões, Ministério da Educação Nacional, Direcção-Geral da Educação Permanente, 1973
- A cultura do barroco, Instituto Superior de Novas Profissões, 1997
- Luís de Camões: ensaio biográfico, Grifo, 1999
- Não sei de ti, Hugin, 2000
- Vida do Santo Condestável, Dom Nuno Álvares Cabral Pereira, Tenacitas, 2008
- Um casamento na história de Portugal, Editora Rei dos Livros, 1995
- Ideologia: ensaio de análise histórica e crítica, Junta da Acção Social
- A Igreja e a nova Europa, Verbo (Brasil)

## Ligações exteriores
- Henrique Barrilaro Ruas, Esboço Autobiográfico
- Henrique Barrilaro Ruas, Centro Nacional de Cultura
- Espólio Barrilaro Ruas doado à Biblioteca Nacional
- Biografia em Unica Semper Avis
- Henrique Barrilaro Ruas
- C.A.D.C.